# Arquidiócesis de Mariana

Regional CNBB Leste 2.

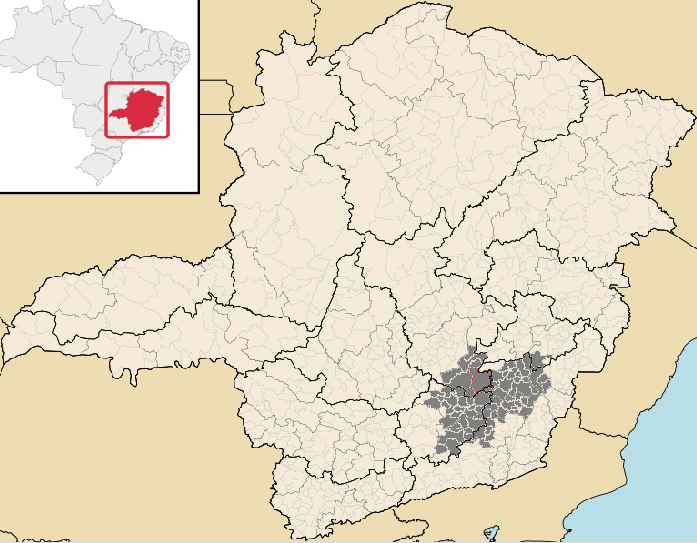
Mapa de la Arquidiócesis de Mariana.

La arquidiócesis de Mariana (en latín: Archidioecesis Marianen(sis) y en portugués: Arquidiocese de Mariana) es una circunscripción eclesiástica latina de la Iglesia católica en Brasil, sede metropolitana de la provincia eclesiástica de Mariana. La arquidiócesis tiene al arzobispo Airton José dos Santos como su ordinario desde el 25 de abril de 2018. 

## Territorio y organización

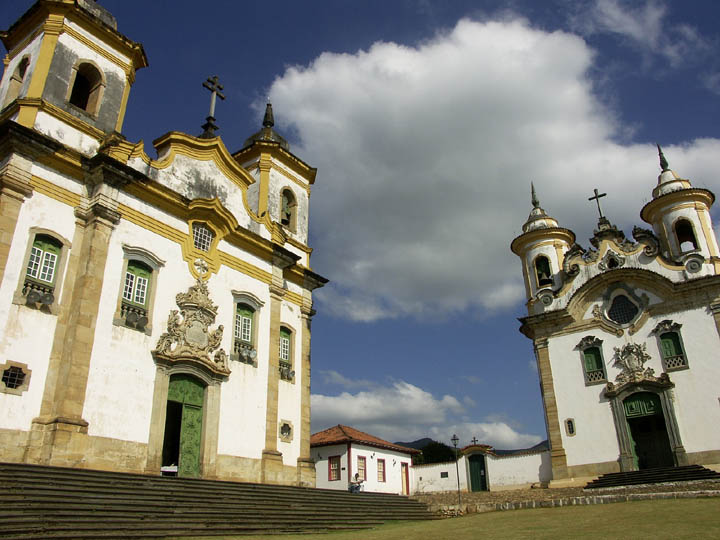
Dos iglesias barrocas en el centro de Mariana

La arquidiócesis tiene 22 680 km² y extiende su jurisdicción sobre los fieles católicos de rito latino residentes en 79 municipios del estado de Minas Gerais: Mariana, Abre-Campo, Acaiaca, Alfredo Vasconcelos, Alto Rio Doce, Amparo do Serra, Antônio Carlos, Araponga, Barão de Cocais, Barbacena, Barra Longa, Brás Pires, Cajuri, Canaã, Capela Nova, Caranaíba, Carandaí, Catas Altas, Catas Altas da Noruega, Cipotânea, Coimbra, Congonhas, Conselheiro Lafaiete, Cristiano Otoni, Desterro do Melo, Diogo de Vasconcelos, Divinésia, Dom Silvério, Dores do Turvo, Entre Rios de Minas, Ervália, Guaraciaba, Ibertioga, Itabirito, Itaverava, Jeceaba, Jequeri, Lamim, Matipó, Mercês, Oliveira Fortes, Oratórios, Ouro Branco, Ouro Preto, Paiva, Paula Cândido, Pedra Bonita, Pedra do Anta, Piedade de Ponte Nova, Piranga, Ponte Nova, Porto Firme, Presidente Bernardes, Queluzito, Raul Soares, Ressaquinha, Rio Casca, Rio Doce, Rio Espera, Rio Pomba, Santa Bárbara, Santa Bárbara do Tugúrio, Santa Cruz do Escalvado, Santa Margarida, Santana dos Montes, Santo Antônio do Grama, São Brás do Suaçuí, São Miguel do Anta, São Pedro dos Ferros, Sem-Peixe, Senador Firmino, Senhora de Oliveira, Senhora dos Remédios, Sericita, Silveirânia, Tabuleiro, Teixeiras, Urucânia y Viçosa.
La sede de la arquidiócesis se encuentra en la ciudad de Mariana, en donde se halla la Catedral basílica de Nuestra Señora de la Asunción. En la arquidiócesis existes 4 basílicas menores: Nuestra Señora del Pilar en Ouro Preto, del Buen Jesús en Congonhas, del Sagrado Corazón de Jesús en Conselheiro Lafaiete y de San José Obrero en Barbacena.
En 2019 en la arquidiócesis existían 135 parroquias.
La arquidiócesis tiene como sufragáneas a las diócesis de: Caratinga, Governador Valadares y Itabira-Fabriciano.

## Historia
La diócesis de Mariana fue erigida el 6 de diciembre de 1745 con el breve Candor lucis aeternae del papa Benedicto XIV separando territorio de la diócesis de Río de Janeiro (hoy arquidiócesis de San Sebastián de Río de Janeiro). Originalmente era sufragánea de la arquidiócesis de San Salvador de Bahía. Fue la sexta diócesis establecida en suelo brasileño.
El primer obispo, Manoel da Cruz Nogueira, fundó el seminario diocesano el 20 de diciembre de 1750.
El 6 de junio de 1854 cedió una parte de su territorio para la erección de la diócesis de Diamantina (hoy arquidiócesis de Diamantina) mediante la bula Gravissimum sollicitudinis del papa Pío IX.
El 27 de abril de 1892 pasó a formar parte de la provincia eclesiástica de la arquidiócesis de Río de Janeiro.
El 4 de agosto de 1900 cedió otra porción de territorio para la erección de la diócesis de Pouso Alegre hoy arquidiócesis de Pouso Alegre) mediante el decreto Regio latissime patens de la Congregación Consistorial.
El 1 de mayo de 1906 la diócesis fue elevada al rango de arquidiócesis metropolitana con la bula Sempiternam humani generis del papa Pío X.
Posteriormente, cedió otras porciones de territorio para la erección de nuevas diócesis:
- la diócesis de Caratinga el 15 de diciembre de 1915 mediante la bula Pastorale Romani Pontificis officium del papa Benedicto XV;
- la diócesis de Aterrado (hoy diócesis de Luz) el 18 de julio de 1918 mediante la bula Romanis Pontificibus del papa Benedicto XV;[4]
- la diócesis de Belo Horizonte (hoy arquidiócesis de Belo Horizonte) el 11 de febrero de 1921 mediante la bula Pastoralis sollicitudo del papa Benedicto XV;[5]
- la diócesis de Juiz de Fora (hoy arquidiócesis de Juiz de Fora) el 1 de febrero de 1924 mediante la bula Ad sacrosancti apostolatus officium del papa Pío XI;[6]
- la diócesis de Leopoldina el 28 de marzo de 1942 mediante la bula Quae ad maius del papa Pío XII;[7]
- la diócesis de São João del-Rei el 21 de mayo de 1960 mediante la bula Quandoquidem novae del papa Juan XXIII;[8]
- la diócesis de Itabira (hoy diócesis de Itabira-Fabriciano) el 14 de junio de 1965 mediante la bula Haud inani del papa Pablo VI mediante la bula Haud inani del papa Pablo VI.[9]

## Estadísticas
De acuerdo al Anuario Pontificio 2020 la arquidiócesis tenía a fines de 2019 un total de 1 004 539 fieles bautizados.
| Año                                                                             | Población            | Población | Población      | Sacerdotes | Sacerdotes    | Sacerdotes    | Bautizados por sacerdote | Diáconos permanentes | Religiosos | Religiosos | Parroquias |
| Año                                                                             | Bautizados católicos | Total     | % de católicos | Total      | Clero secular | Clero regular | Bautizados por sacerdote | Diáconos permanentes | Varones    | Mujeres    | Parroquias |
| ------------------------------------------------------------------------------- | -------------------- | --------- | -------------- | ---------- | ------------- | ------------- | ------------------------ | -------------------- | ---------- | ---------- | ---------- |
| 1949                                                                            | 897 500              | 900 000   | 99.7           | 250        | 161           | 89            | 3590                     |                      | 136        | 129        | 133        |
| 1966                                                                            | 890 000              | 895 233   | 99.4           | 212        | 128           | 84            | 4198                     |                      | 11         | 44         | 108        |
| 1976                                                                            | 776 000              | 862 224   | 90.0           | 153        | 104           | 49            | 5071                     |                      | 68         | 385        | 118        |
| 1980                                                                            | 840 000              | 974 000   | 86.2           | 150        | 103           | 47            | 5600                     |                      | 56         | 367        | 105        |
| 1990                                                                            | 1 020 000            | 1 122 000 | 90.9           | 154        | 125           | 29            | 6623                     |                      | 39         | 324        | 112        |
| 1999                                                                            | 1 080 000            | 1 200 000 | 90.0           | 198        | 169           | 29            | 5454                     | 4                    | 38         | 280        | 117        |
| 2000                                                                            | 853 432              | 1 066 791 | 80.0           | 191        | 165           | 26            | 4468                     | 5                    | 34         | 286        | 119        |
| 2001                                                                            | 989 223              | 1 099 136 | 90.0           | 210        | 184           | 26            | 4710                     | 7                    | 34         | 296        | 123        |
| 2002                                                                            | 879 308              | 1 099 136 | 80.0           | 213        | 185           | 28            | 4128                     | 7                    | 36         | 293        | 121        |
| 2003                                                                            | 899 308              | 1 099 136 | 81.8           | 208        | 180           | 28            | 4323                     | 7                    | 36         | 297        | 111        |
| 2004                                                                            | 924 266              | 1 099 136 | 84.1           | 204        | 172           | 32            | 4530                     | 8                    | 40         | 300        | 122        |
| 2013                                                                            | 1 069 000            | 1 274 000 | 83.9           | 195        | 171           | 24            | 5482                     | 23                   | 41         | 194        | 135        |
| 2016                                                                            | 1 080 000            | 1 242 936 | 86.9           | 193        | 168           | 25            | 5595                     | 24                   | 38         | 155        | 135        |
| 2019                                                                            | 1 004 539            | 1 247 923 | 80.5           | 201        | 177           | 24            | 4997                     | 23                   | 39         | 160        | 135        |
| Fuente: Catholic-Hierarchy, que a su vez toma los datos del Anuario Pontificio. |                      |           |                |            |               |               |                          |                      |            |            |            |

## Episcopologio
- Manoel da Cruz Nogueira, O.Cist. † (15 de diciembre de 1745-3 de enero de 1764 falleció)
  - Sede vacante (1764-1771)
- Joaquim Borges de Figueroa † (17 de junio de 1771-8 de marzo de 1773 nombrado arzobispo de San Salvador de Bahía)
- Bartolomeu Manoel Mendes dos Reis † (8 de marzo de 1773-28 de agosto de 1778 renunció)
- Domingos da Encarnação Pontével, O.P. † (1 de marzo de 1779-16 de junio de 1793 falleció)
  - Sede vacante (1793-1797)
- Cypriano de São José, O.F.M.Ref. † (24 de julio de 1797-14 de agosto de 1817 falleció)
  - Sede vacante (1817-1819)
- José da Santíssima Trindade Leite, O.F.M. † (27 de septiembre de 1819-28 de septiembre de 1835 falleció)
  - Sede vacante (1835-1840)
- Carlos Pereira Freire de Moura † (17 de diciembre de 1840-4 de marzo de 1841 falleció)
  - Sede vacante (1841-1844)
- Antônio Ferreira Viçoso, C.M. † (22 de enero de 1844-7 de julio de 1875 falleció)
- Antônio Maria Corrêa de Sá e Benevides † (25 de junio de 1877-15 de julio de 1896 falleció)
- Silvério Gomes Pimenta † (3 de diciembre de 1897-1 de septiembre[11] de 1922 falleció)
- Helvécio Gomes de Oliveira, S.D.B. † (1 de septiembre de 1922 por sucesión[12] -25 de abril de 1960 falleció)
- Oscar de Oliveira † (25 de abril de 1960 por sucesión-6 de abril de 1988 retirado)
- Luciano Pedro Mendes de Almeida, S.I. † (6 de abril de 1988-27 de agosto de 2006 falleció)
- Geraldo Lyrio Rocha (11 de abril de 2007-25 de abril de 2018 retirado)
- Airton José dos Santos, desde el 25 de abril de 2018